# 夜景
夜景（やけい）とは、時間帯で区別した景色のうちの、夜の景色である。第1義には、夜の景色、夜の眺めをいい、夜色（やしょく。「夜の気配」「夜の風情」の意もあり）、ナイトビュー（英語：night view, night-view）ともいう。日本語では、古くは、夜色、もしくは、夜之景/夜の景（よるのけい）といった。英語では、night view / night-view、または night scene, nightscape という。
また、20世紀半ば以降の日本語の第2義では、特に狭義で、都市夜景、すなわち、月明かりなどの自然光源によらない人工光源による都市の夜景、とりわけ、建築物から漏れ出る光・サーチライト・広告照明などが視野中に密集して見える景観を指していうことが多い。
本項では、日本語古来の「夜景」と近現代的都市文明社会を象徴するような「夜景」を区別した上で、前者を「古来の夜景」、後者を「都市夜景」として解説する。

## 古来の夜景

### 絵画と夜景

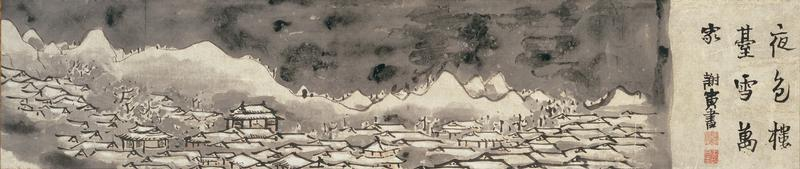
与謝蕪村 『夜色楼台図』

- 与謝蕪村 『夜色楼台図』 - 『夜色楼台雪万家図』ともいう。18世紀後半の作。国宝。雪雲を孕むどんよりとした夜空と東山連峰を背景に、しんしんと雪降り積もる京の都の花街を描いた水彩画。日本で最初に描かれたパノラマ夜景図。■右の画像。
- 歌川広重 『東海道五十三次 蒲原』 - 天保3-5年（1833-35年）の作。名所浮世絵。広重が描く数多くの夜景の中で特に代表的な一作。現在では「蒲原 夜之雪」「蒲原 夜之景」などとも呼ばれる。■右の画像。
- 歌川広重 『近江八景 石山秋月』 - 天保5年（1834年）頃の作。画題は、比良の山々に連なる岩山の山腹に建つ湖畔の古刹・石山寺と、その上に冴え渡る秋の月。■下段に画像あり。
- 歌川広重 『名所江戸百景 猿わか町よるの景』 - 安政3-5年（1856-58年）の作。猿若町三座（当地にある芝居小屋3座）を擁する江戸市中・猿若町（現在の東京都台東区浅草6丁目付近）の夜の賑わいと、秋の夜空に浮かぶ満月。■下段に画像あり。
- 葛飾応為 『吉原格子先之図』[5] - 天保後期-嘉永7年（1840-54年）頃の作。吉原遊廓を主題とした肉筆浮世絵。父の北斎は夜景を多くは描かなかったが、娘の応為は好んで描いた。それというのも、応為は女性を描くのを得意とし、情念や悲哀などといったものを表すのに夜の景が相応しかったからであろう。『吉原格子先之図』では、廓格子で仕切られた張見世の内と外を光と影で対比させ、明るく照らされた見た目には華やかな遊女たちと影絵のような姿で品定めする遊客たちを描き出している。影を描かないことが旧来の日本美術の特徴であったが、西洋美術に触れる機会に恵まれていたであろう彼女の作品には、光と影を活かした表現が多い。

- 小林清親 『両国花火之図』 - 1880年（明治13年）作。名所浮世絵。明治時代になると浮世絵にも西洋美術の影響がいよいよ強く現れ、光と影のコントラストを強調した作風が人気を博すようになる。光線画は光と影で情感に訴える浮世絵の一分野で、清親が創始した。このような表現形態に夕景や夜景は欠かせない。『両国花火之図』は、両国の花火（隅田川花火大会の前身）を主題とした光線画であるが、花火そのものは閃光が強すぎてほとんど見えず、船遊びしながら見物する画面手前の人々がシルエットとして浮かび上がる。■右の画像。
- 小林清親 『御茶水蛍』 - 1880年（明治13年）作。名所浮世絵。お茶の水の夜景を描いた一図で、蛍の飛び交う夏の夜の神田川を1艘の屋根船がゆく[6]。■右の画像。
- 小倉柳村 『湯島之景』[7] - 1880年（明治13年）作。名所浮世絵。
- 井上安治 『駿河町夜景』[8] - 1881-89年（明治14-22年）頃の作。名所浮世絵。光線画と夜景を売りにした浮世絵師・井上安治の作品。
- フィンセント・ファン・ゴッホ  『星月夜』 - 1889年の作。油彩画。フィンセントは精神病院の部屋の窓から見える夜明け前の村の風景を描いたが、画面には記憶の中の風景もコラージュされている。■下段に画像あり。

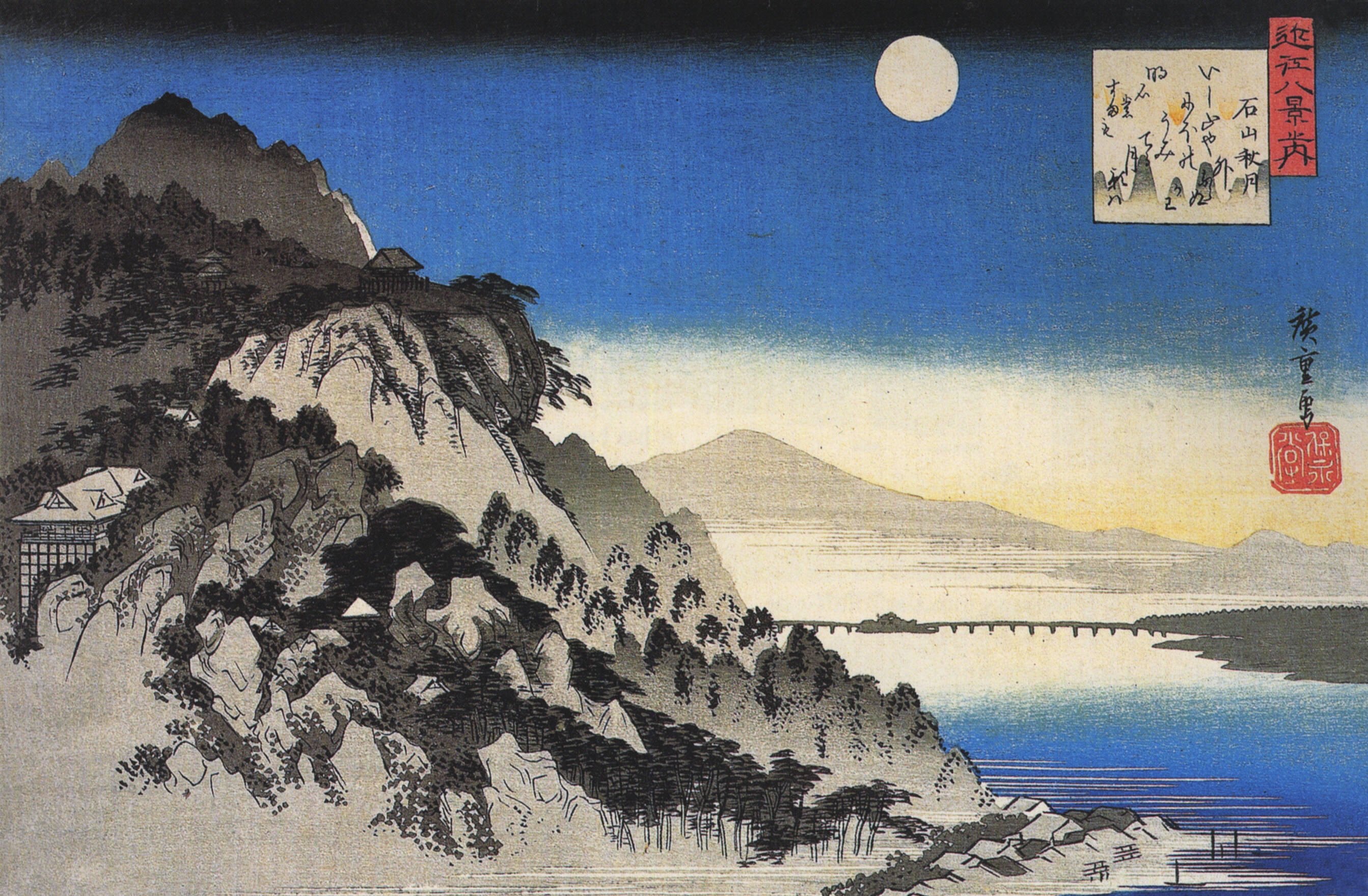
歌川広重 『近江八景 石山秋月』
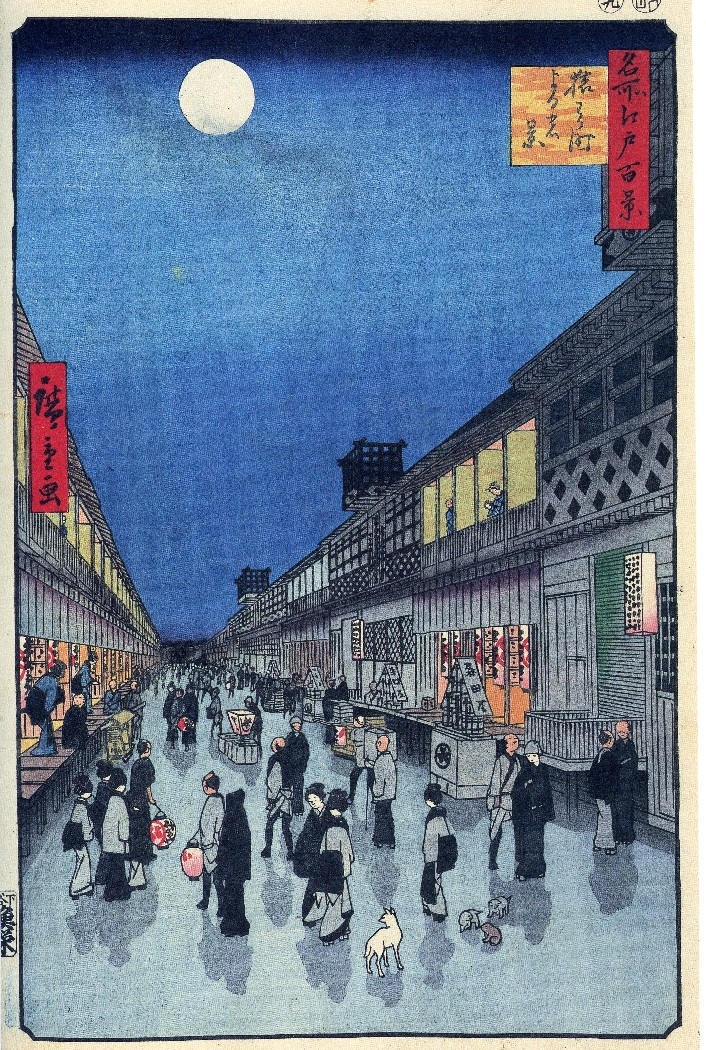
歌川広重 『名所江戸百景 猿わか町よるの景』
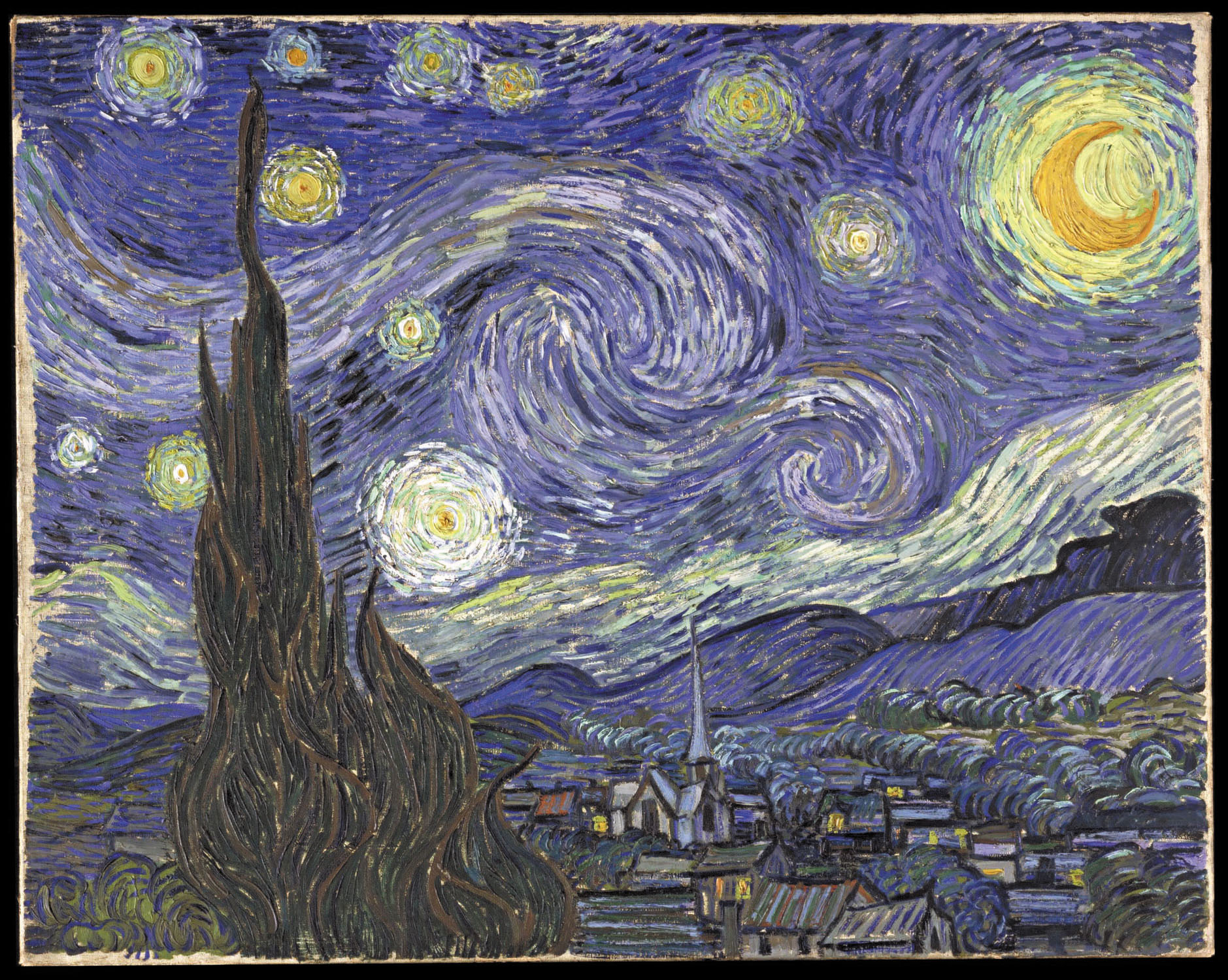
フィンセント・ファン・ゴッホ  『星月夜』

## 世界三大夜景
世界三大夜景

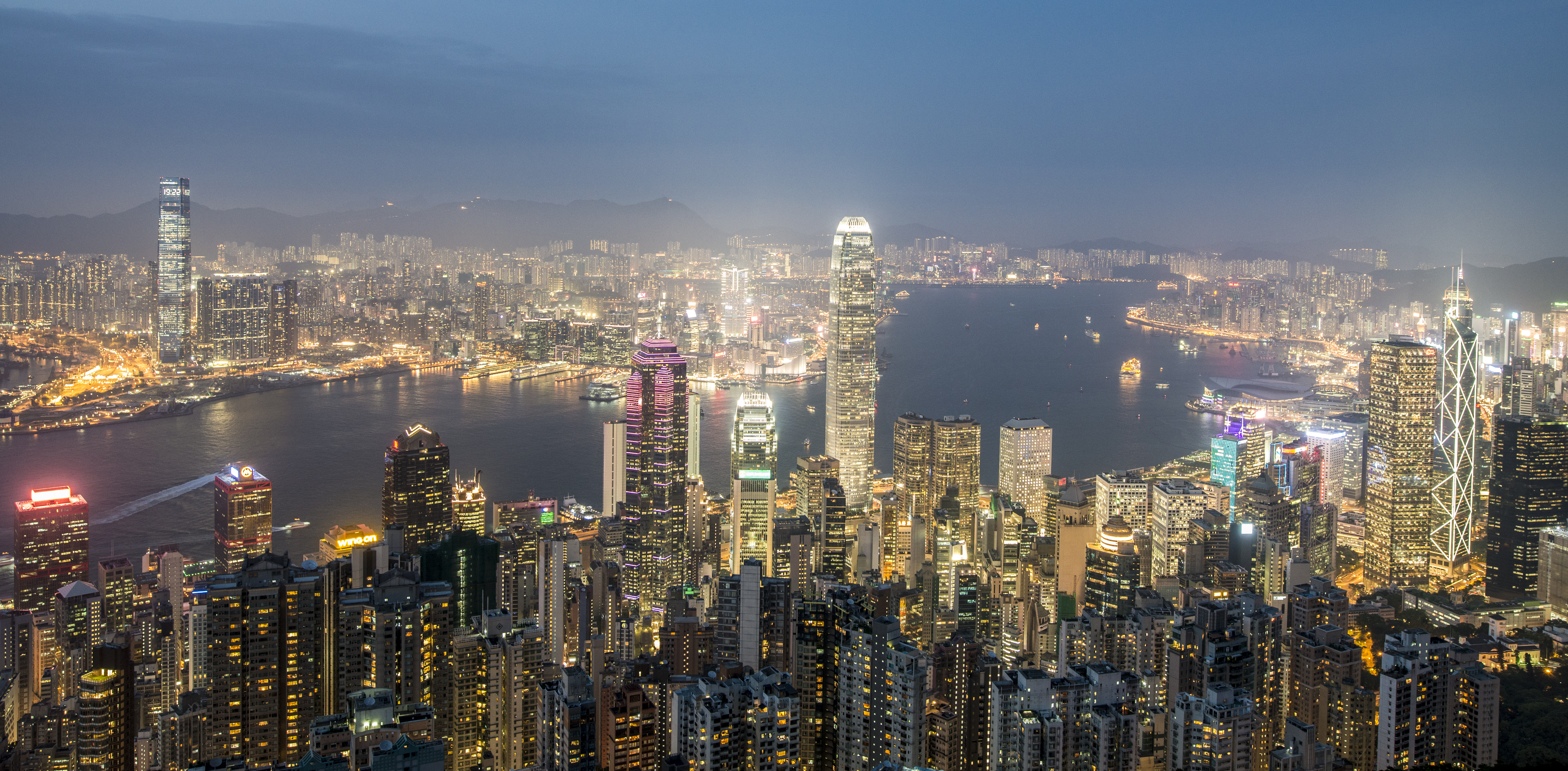
香港の夜景（中国）
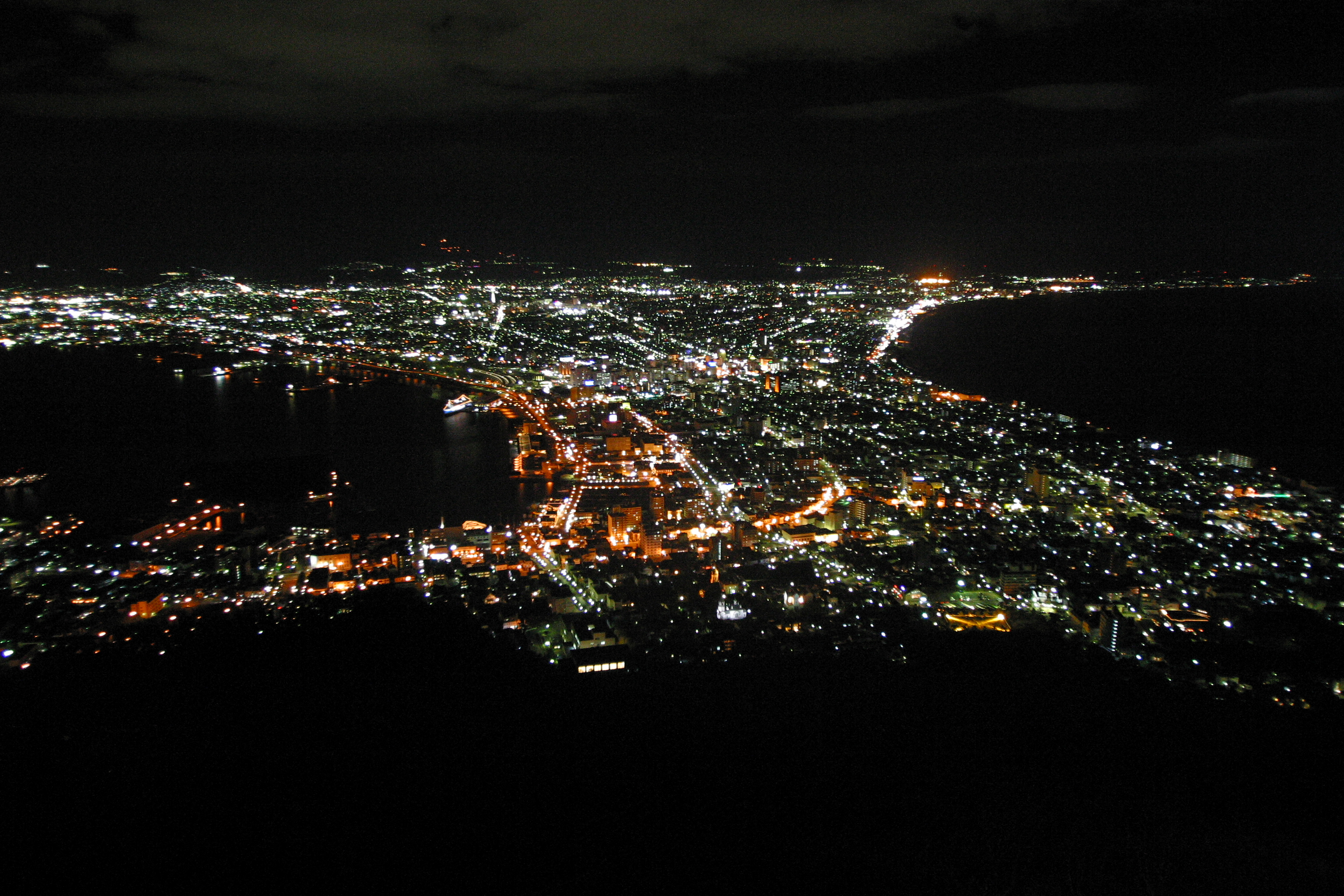
函館の夜景（日本）
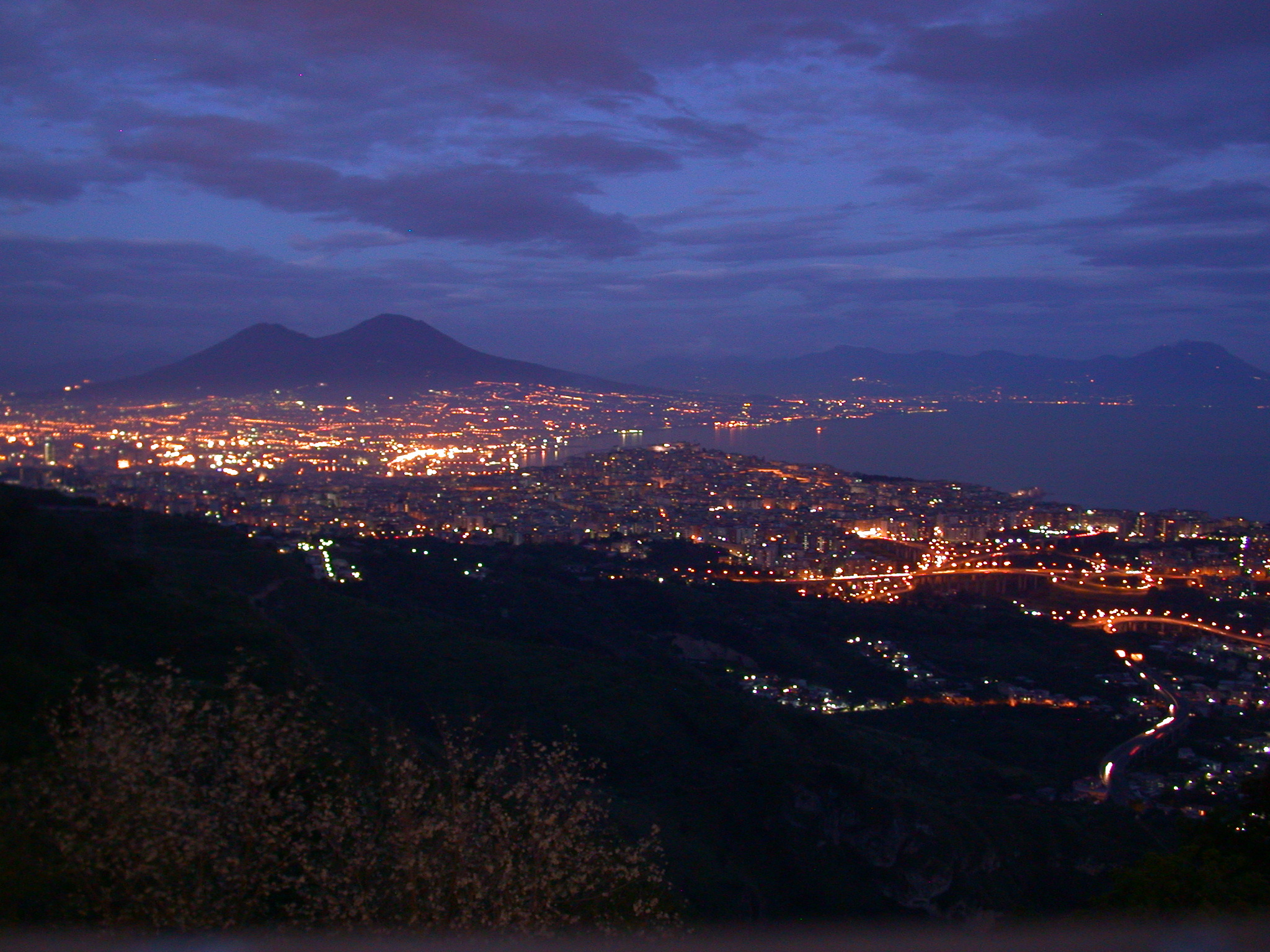
ナポリの夜景（イタリア）

## 都市夜景

### 都市夜景の分類
「視点の位置」や「見る対象物」、「夜景が放つ色彩」などによって様々な分類が可能である。
- 視点の位置による分類：大きく「見下ろす夜景」と「見上げる夜景」の2つに分けられる。
- 見る対象物による分類：「建築物夜景」「湾岸夜景」「埠頭夜景」「空港夜景」「郊外夜景」「工場夜景（cf. 工場萌え）」など。「夜桜」もこの方法による分類の一つと言えるであろう。
- 夜景が放つ色彩による分類：代表的な夜景の色は「赤」「オレンジ」「緑」「青」「紫」「白」の6つ。それぞれの色によって見た人に与える印象や心理的効果が大きく異なる。

### 世界都市夜景の探訪

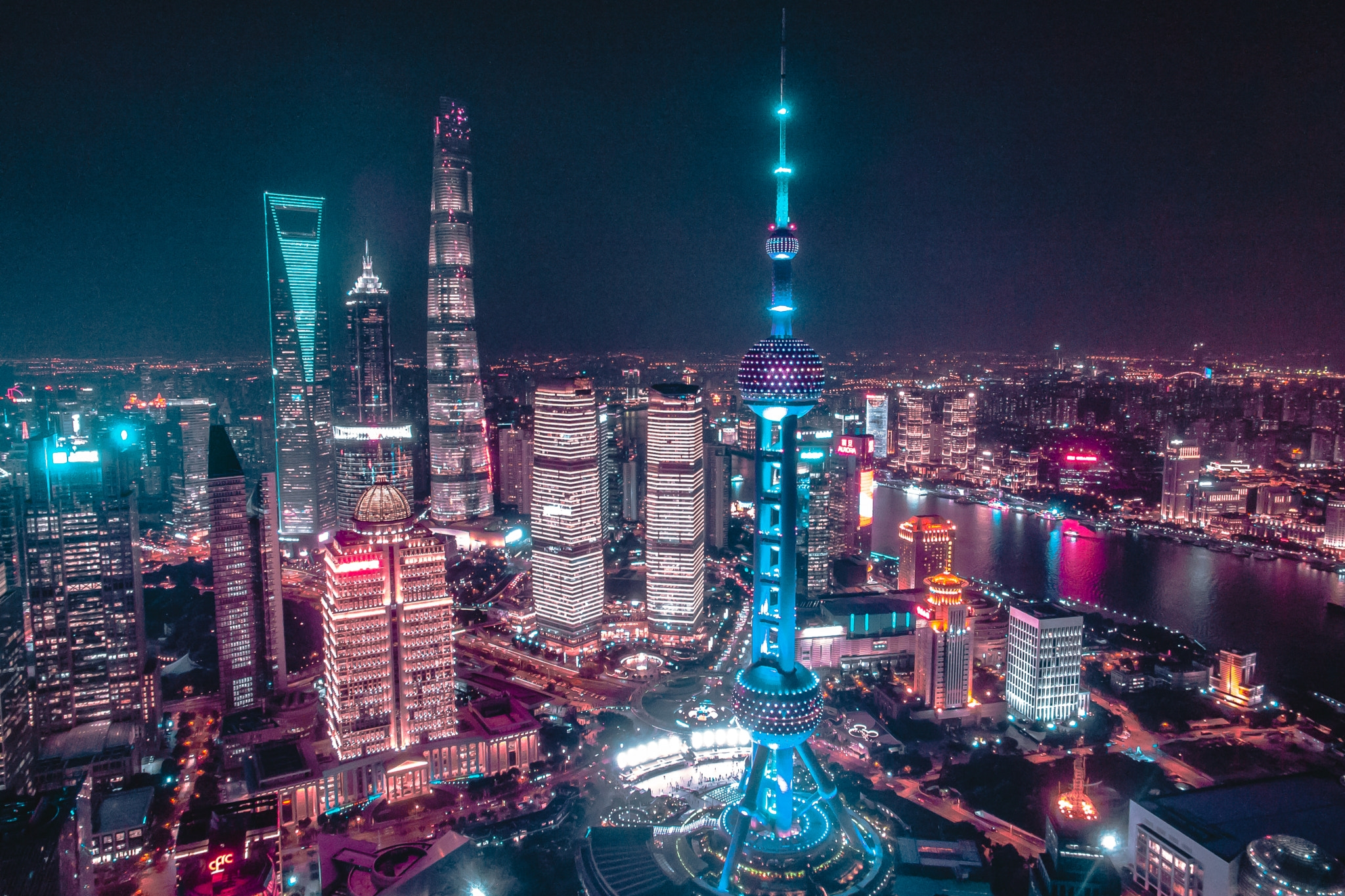
上海の夜景
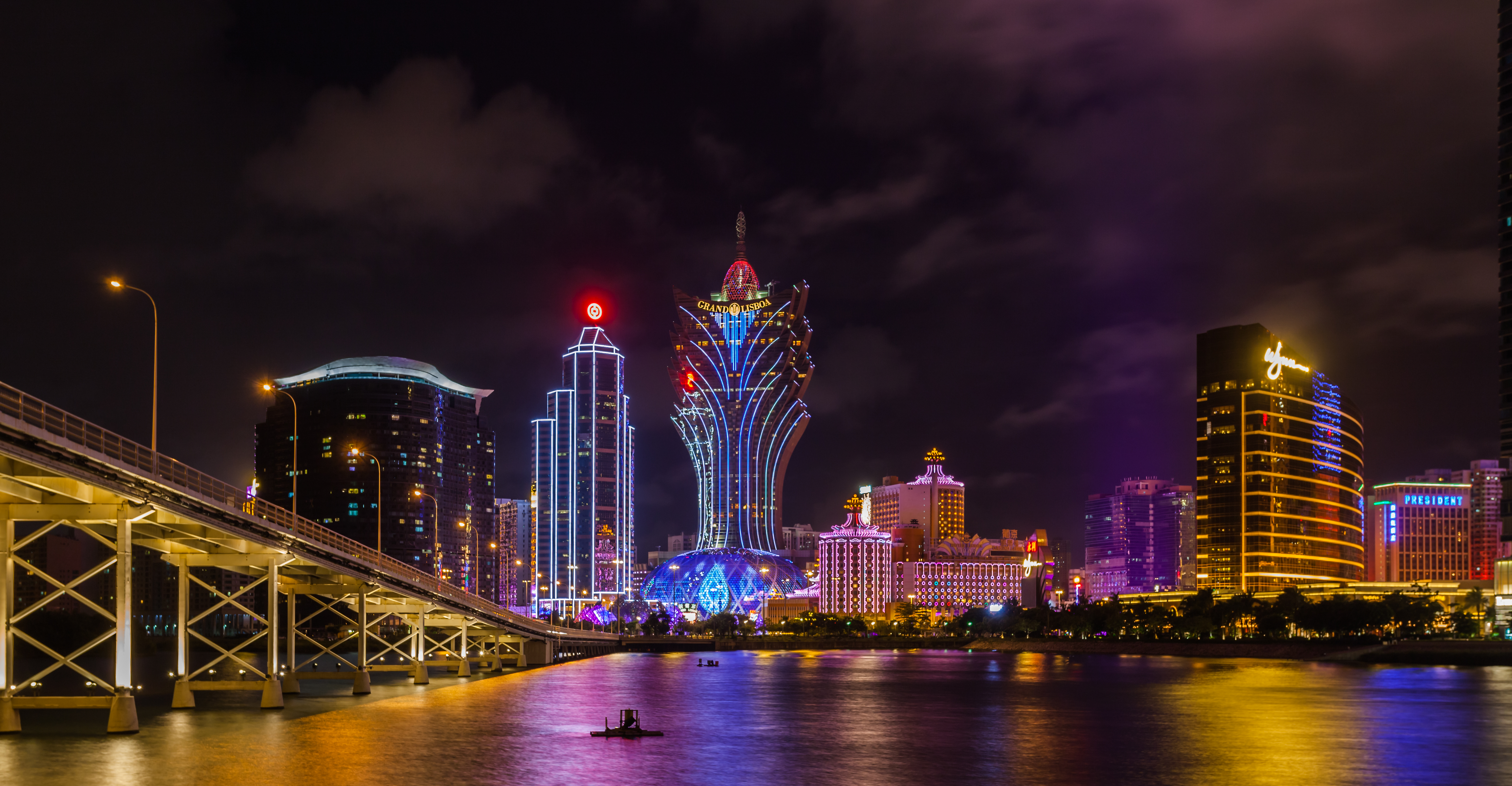
マカオの夜景
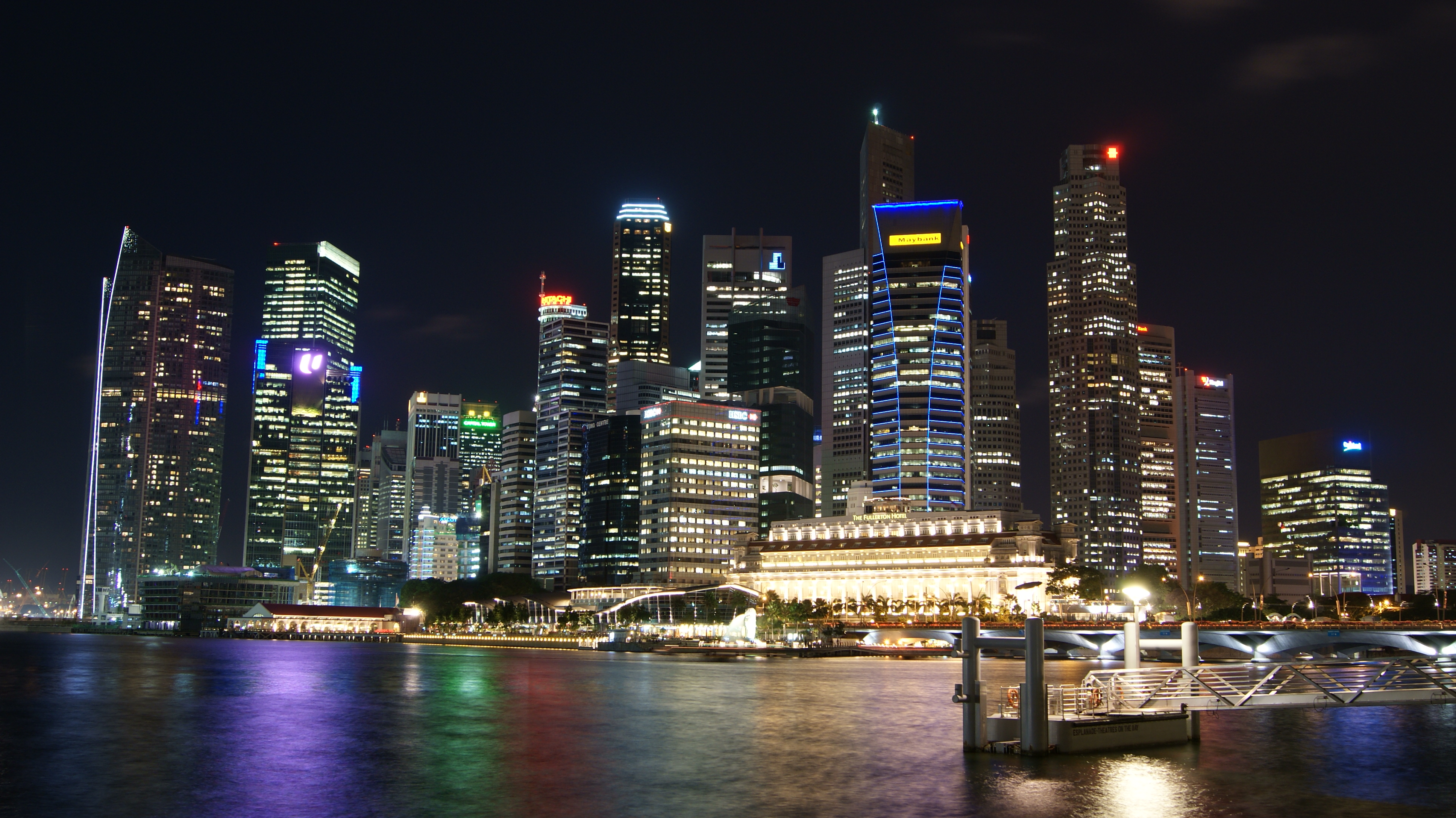
シンガポールの夜景
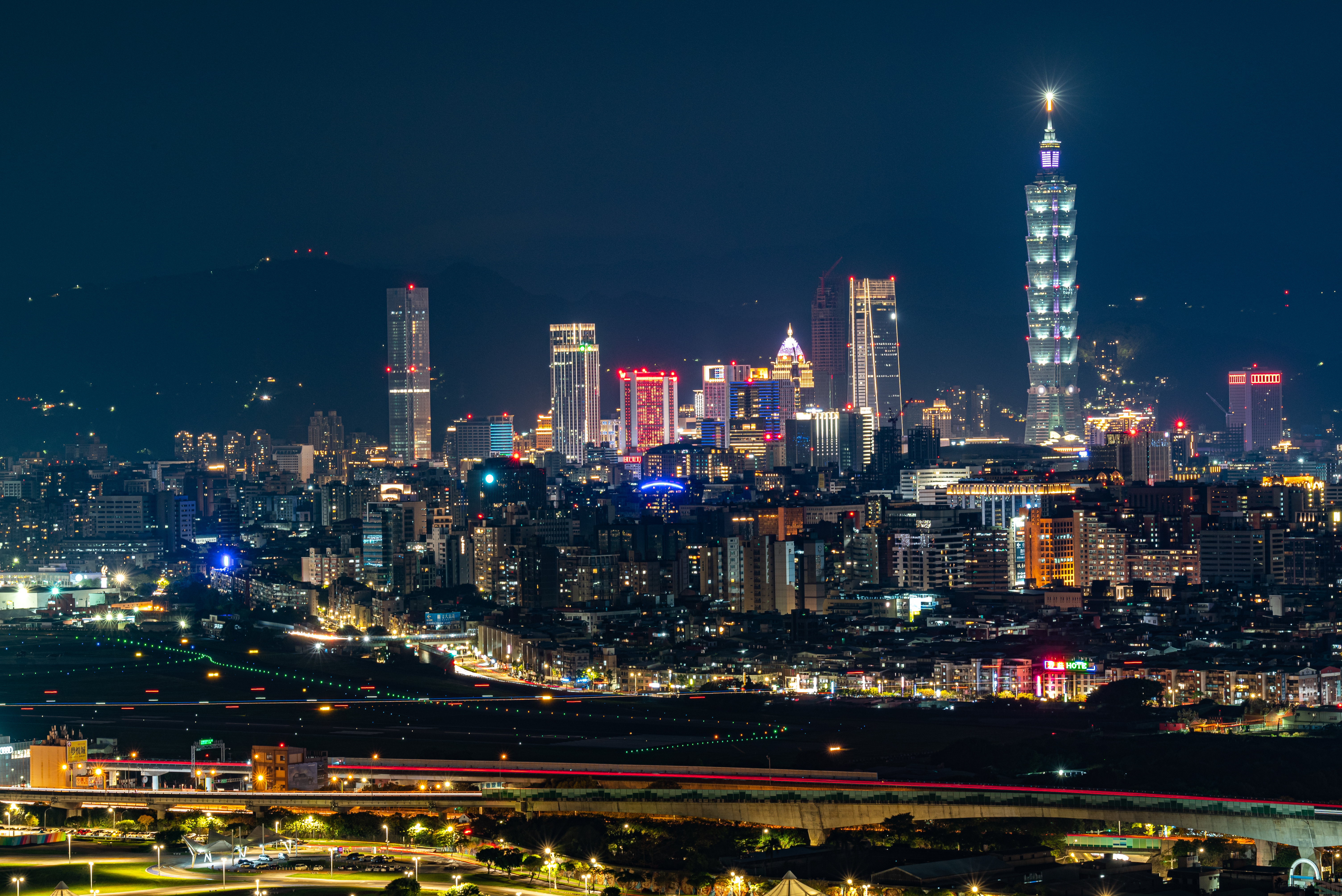
台北の夜景
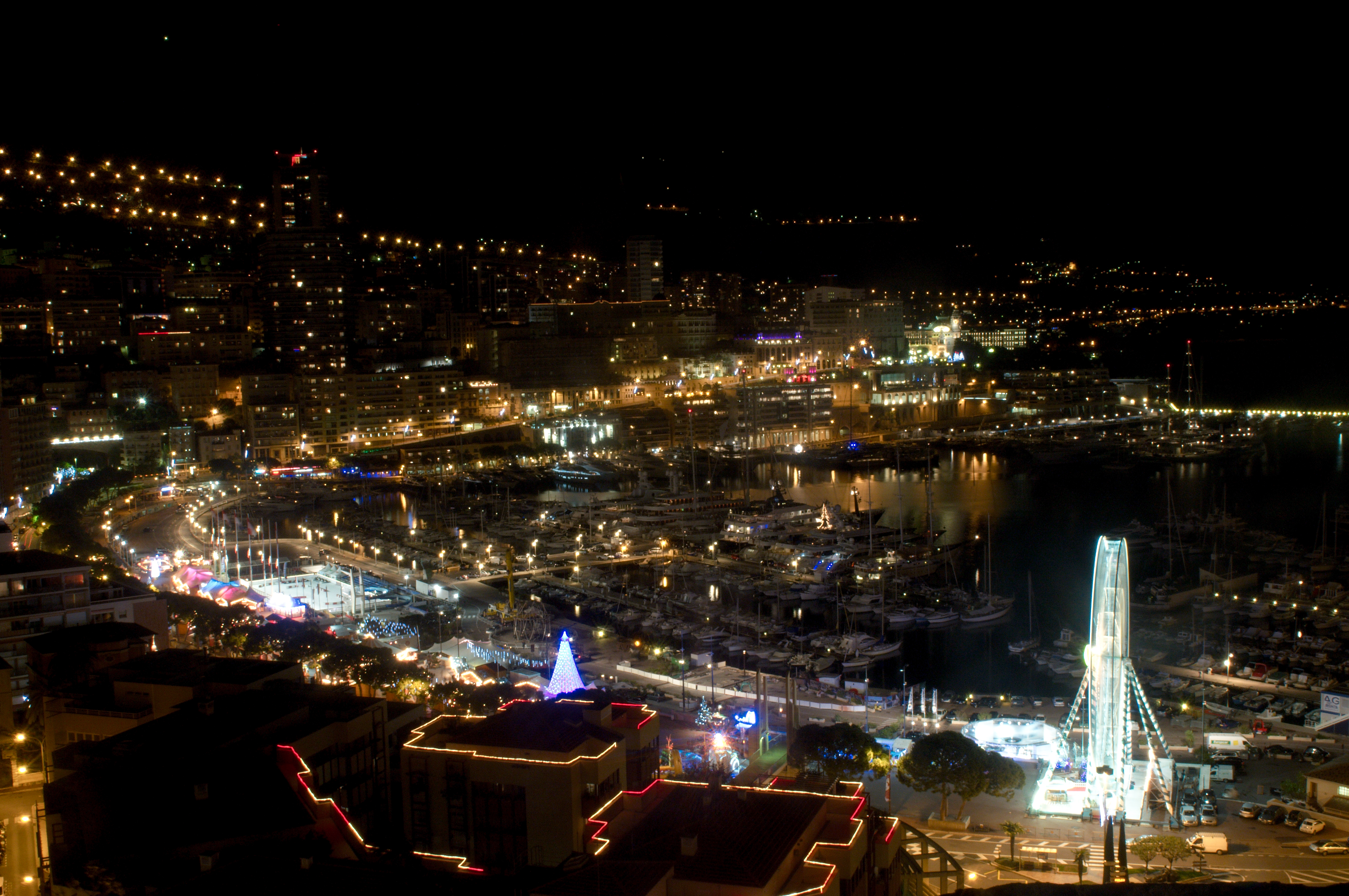
モナコの夜景
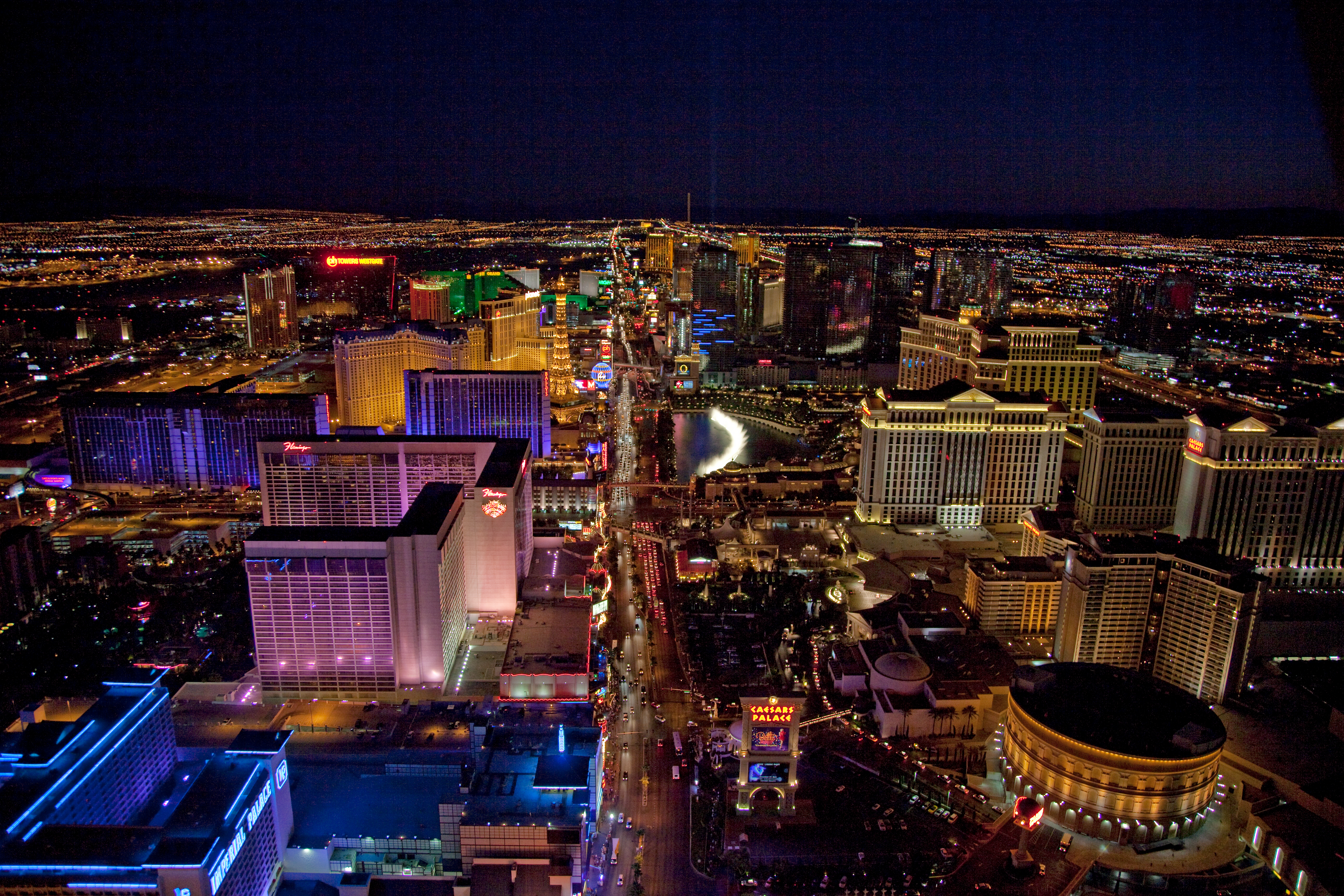
ラスベガスの夜景

### 日本における都市夜景
日本は世界的に見て、非常に夜景人気が高い国である。理由として考えられるのは、以下の3つである。
1. 人口密度の高さ：建物が密集している。
2. 地形：山が多い地形のため、街並みを上から見下ろせる。
3. 治安の良さ：夜の時間帯でも、人気のない山や埠頭に行きやすい。

無論、海外にも「夜景を見る」という行為は存在するし、建造物のライトアップが行われている日本以外の都市も多い。しかし、日本のように「夜景を見る」という行為が人の行動の主目的になることは日本以外では珍しい。夜景を観光資源にしている自治体や、夜景を売りにしたレストランやホテルが多いのも日本の特徴である。
日本には日本三大夜景と呼ばれる夜景が存在する。「六甲山（摩耶山）・掬星台から見る神戸市・阪神間・大阪の夜景」 「函館山から見る函館市の夜景」「稲佐山から見る長崎市の夜景」が日本三大夜景とされている。1960年代には既にこの表現は使われていたとされ、海と山に挟まれた都市部というコントラストの強さと、山にロープウェイで気軽に登れることが共通点である3都市が日本三大夜景と呼ばれるようになり、それが定着した。しかし最近は環境意識が高まりこれらの都市でも夜景というよりも光害と揶揄されることが多い。「100万ドルの夜景」という言葉は、1953年に電力会社幹部が神戸の夜景について「六甲山から見た神戸の電灯の電気代」に絡めて命名したのがきっかけである（当時は1ドル=360円の固定相場だった）。その後、変動相場制への移行により円高が加速したことや世帯数の増加による電気代の高騰などに伴い、神戸市では1桁繰り上がった「1000万ドルの夜景」という言葉が使われるようになった。2005年に六甲摩耶鉄道が「掬星台から見た市町で1日に消費される電気代」を計算すると、1ドル=110円換算で1000万ドルを超えると算出された。
日本で1990年代に入り夜景人気が高まったのは、バブル景気と大きな関係がある。バブル時に建設がスタートしたプロジェクトが1990年代中期 - 後期に次々と完成。梅田スカイビルや天王洲アイル、明石海峡大橋やレインボーブリッジなどがこの時期に建設された。一般的には都市の広い範囲が視野に収められるような高い視点からの景観が注目されるが、函館、長崎、神戸などのものは港町や歴史的町並みなどの独特の風情のものである。また最近では夜景を得るために、ライトアップなどの手法も活用されている。（丸々もとお著「東京夜景シリーズより）」

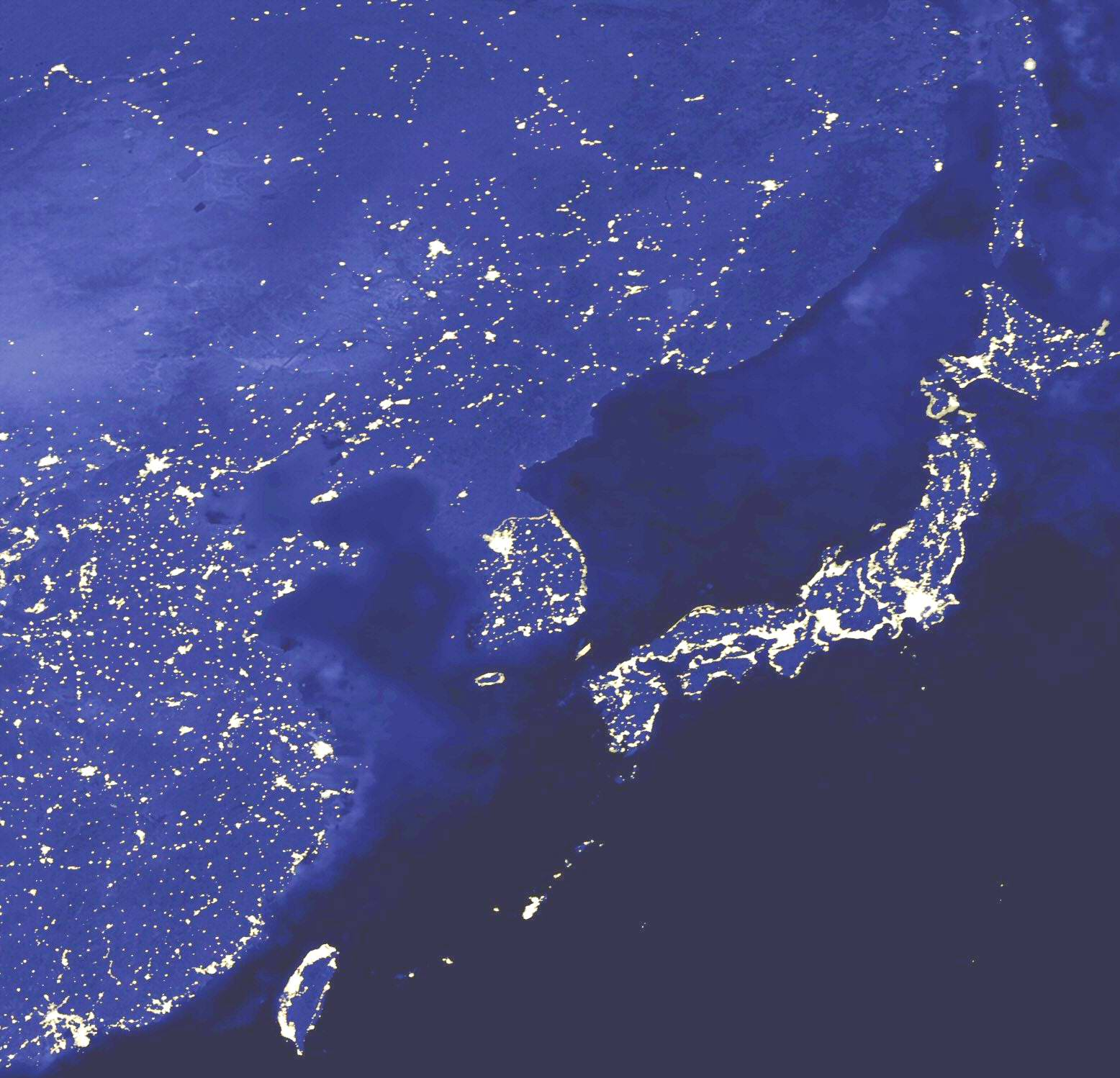
日本列島の夜景／2000年頃の衛星画像
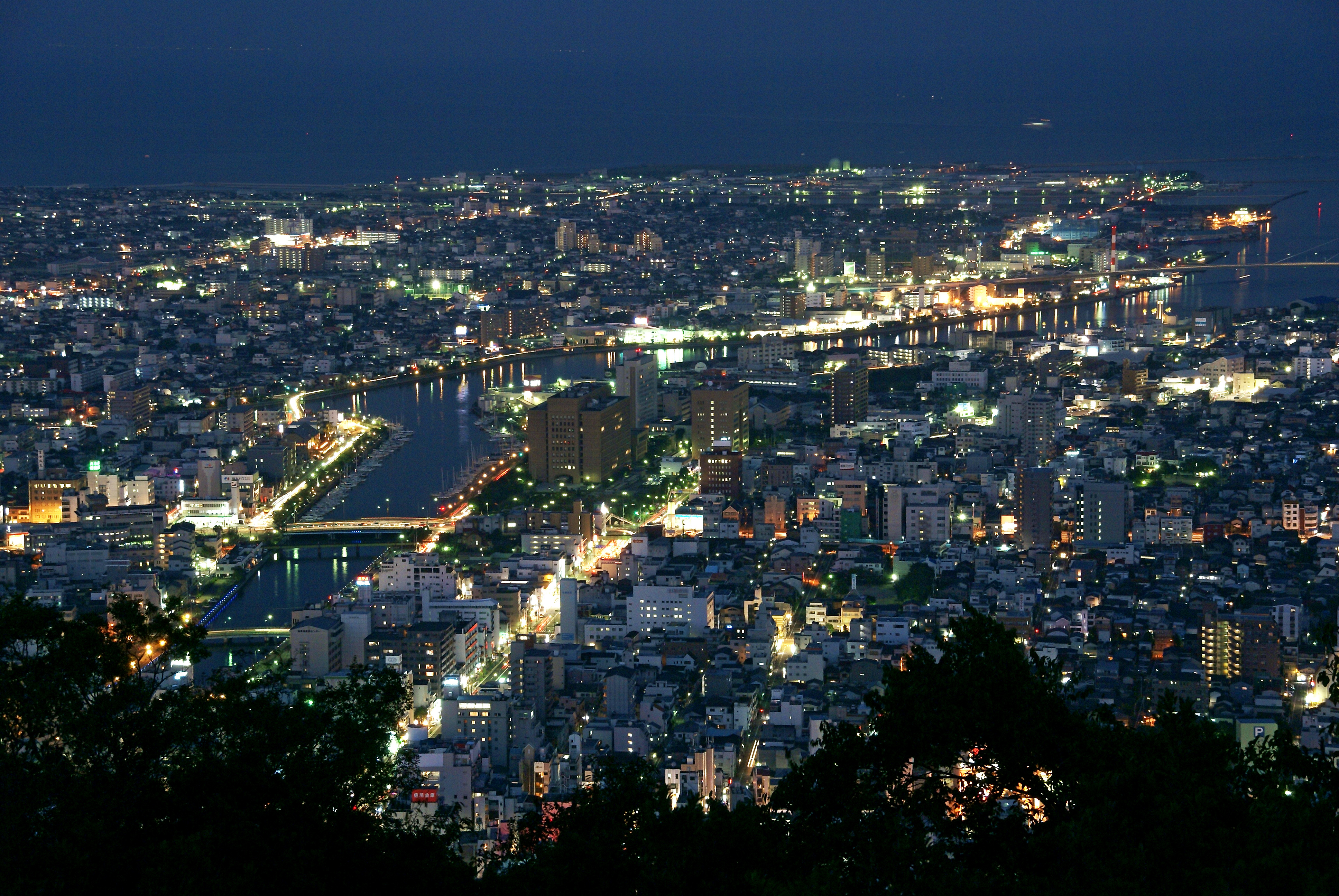
眉山山上から徳島市街を俯瞰する
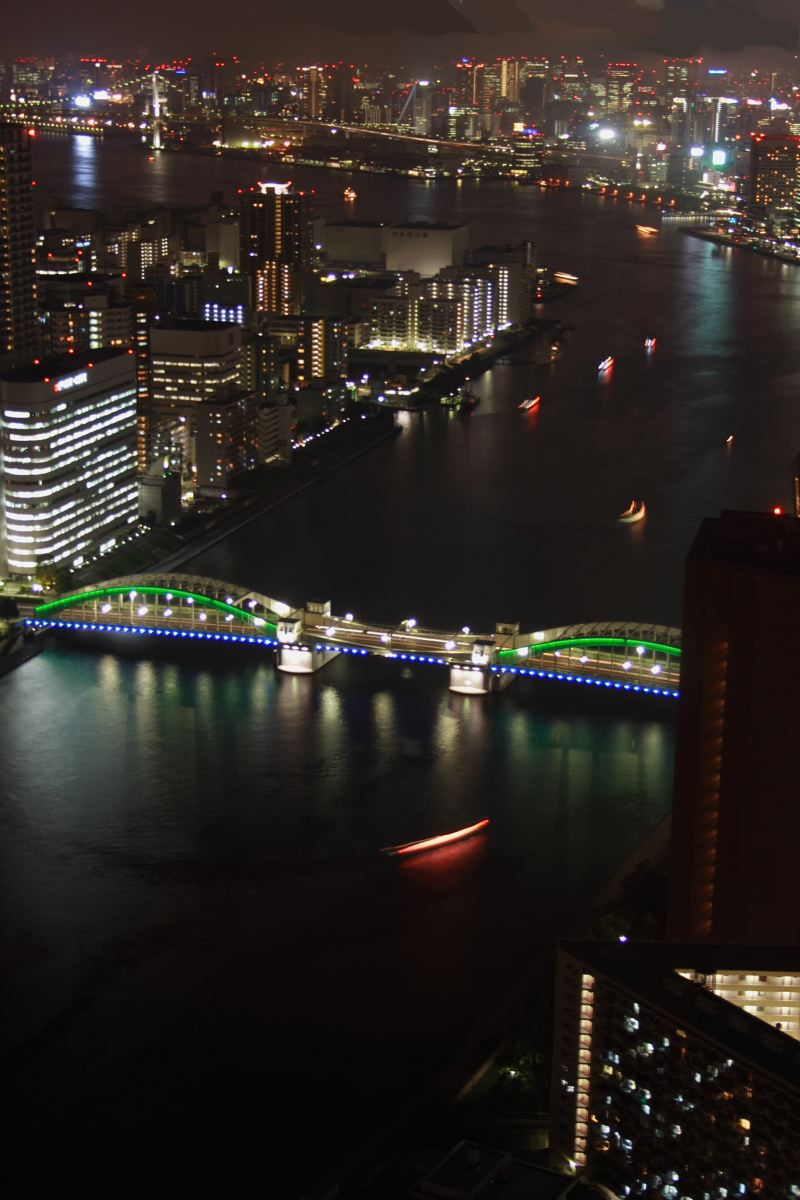
東京の湾岸地帯（勝鬨橋）
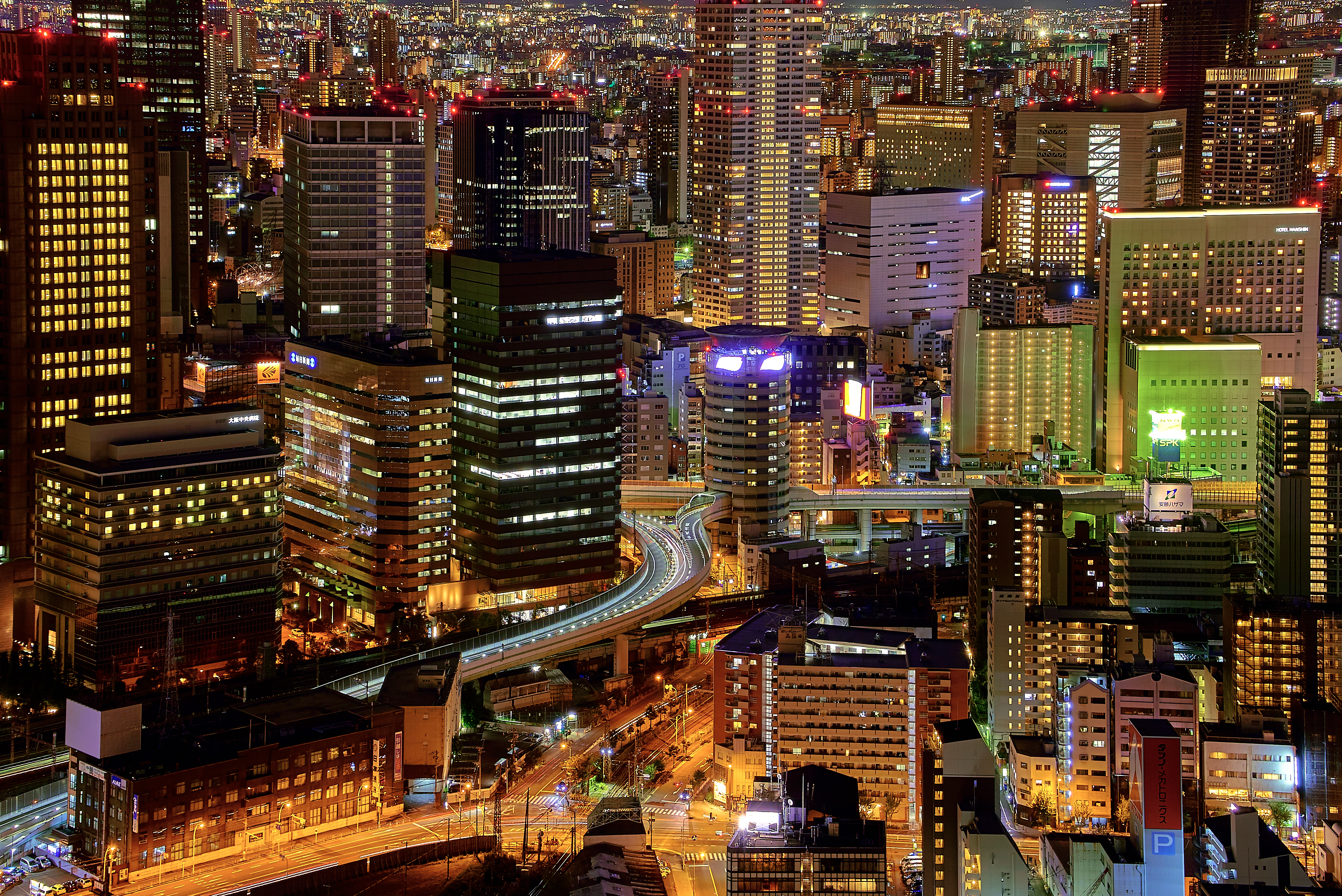
大阪市福島区
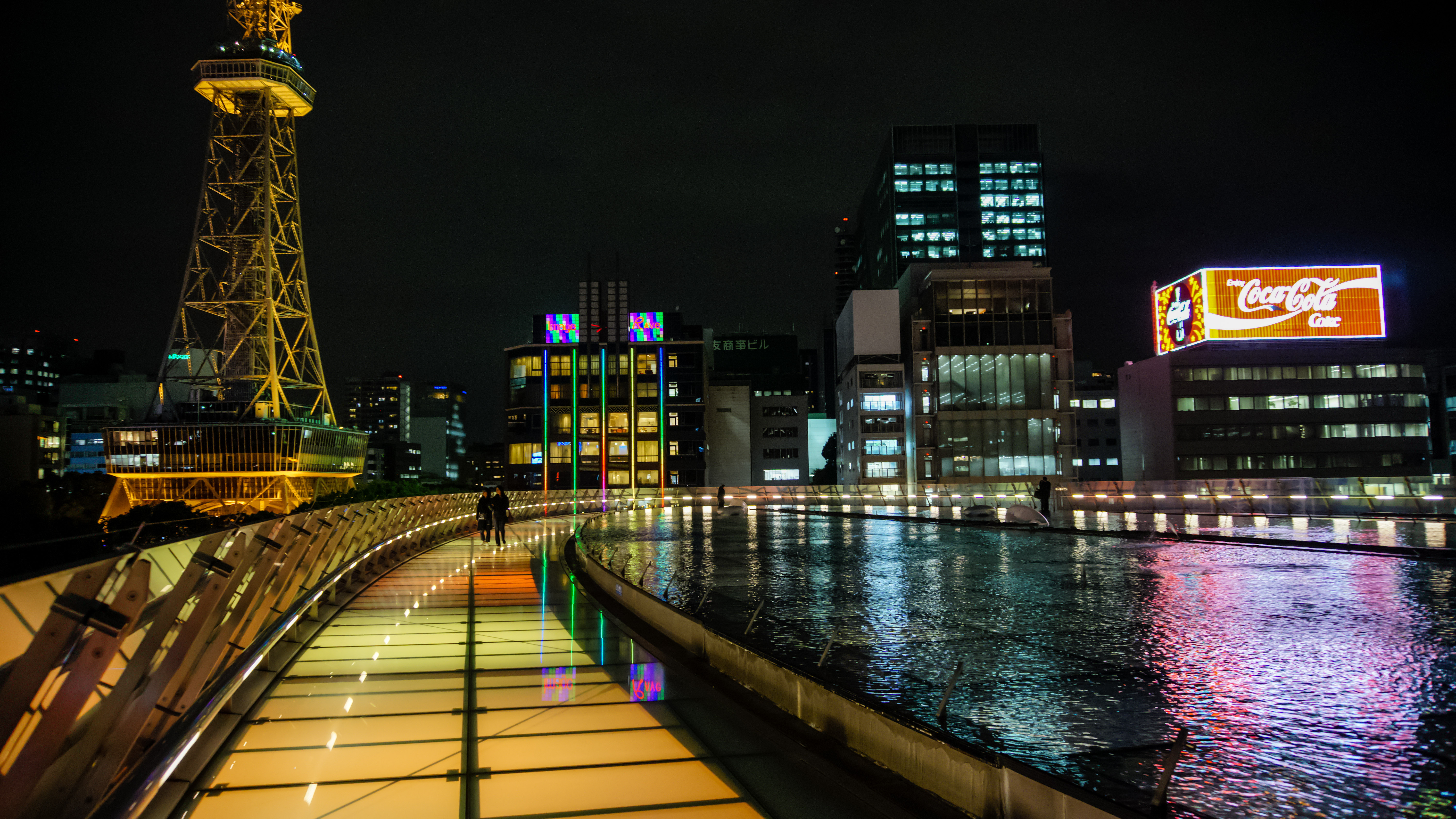
名古屋市中区（オアシス21と名古屋テレビ塔）
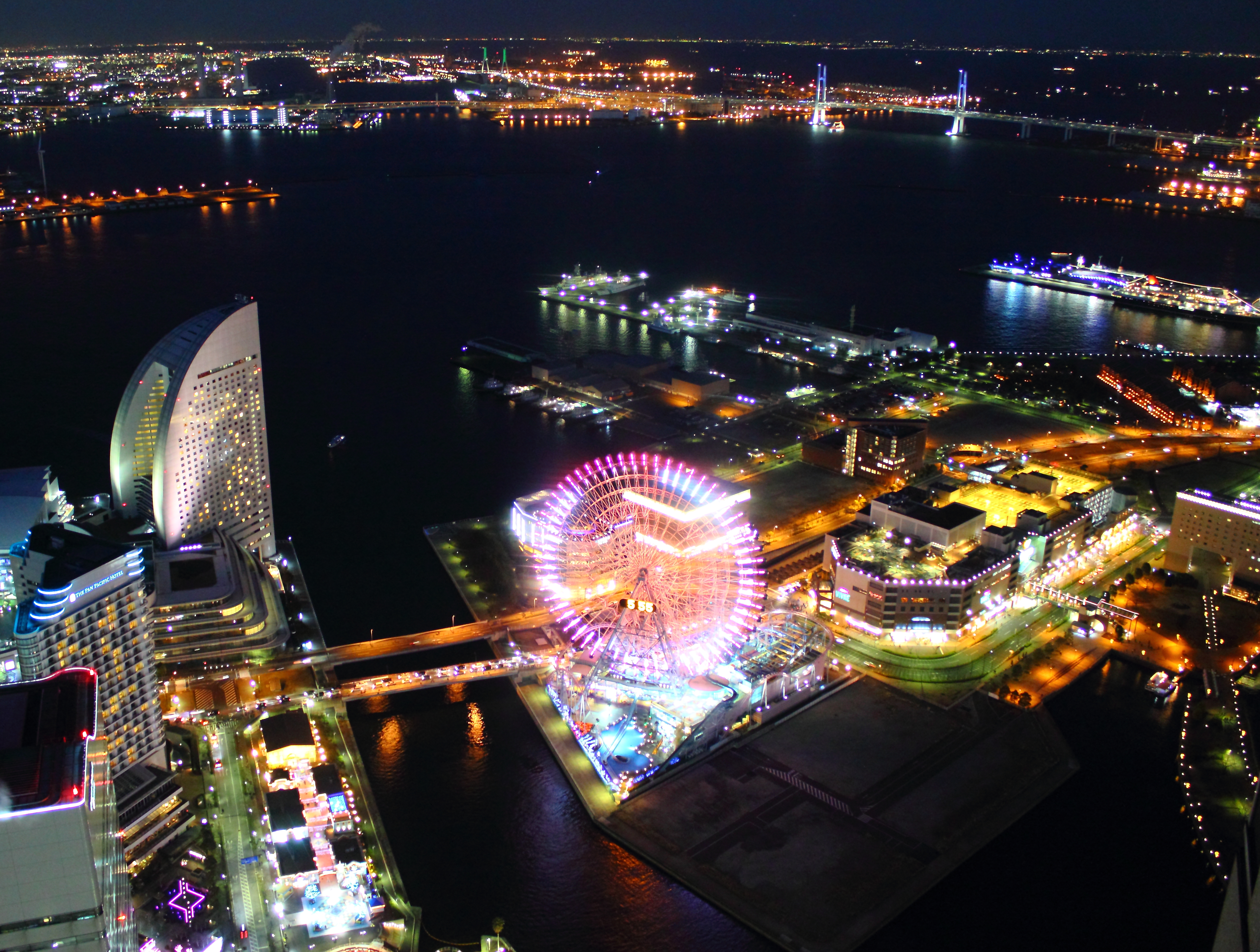
横浜ランドマークタワーよりみなとみらい21、横浜ベイブリッジを見下ろす
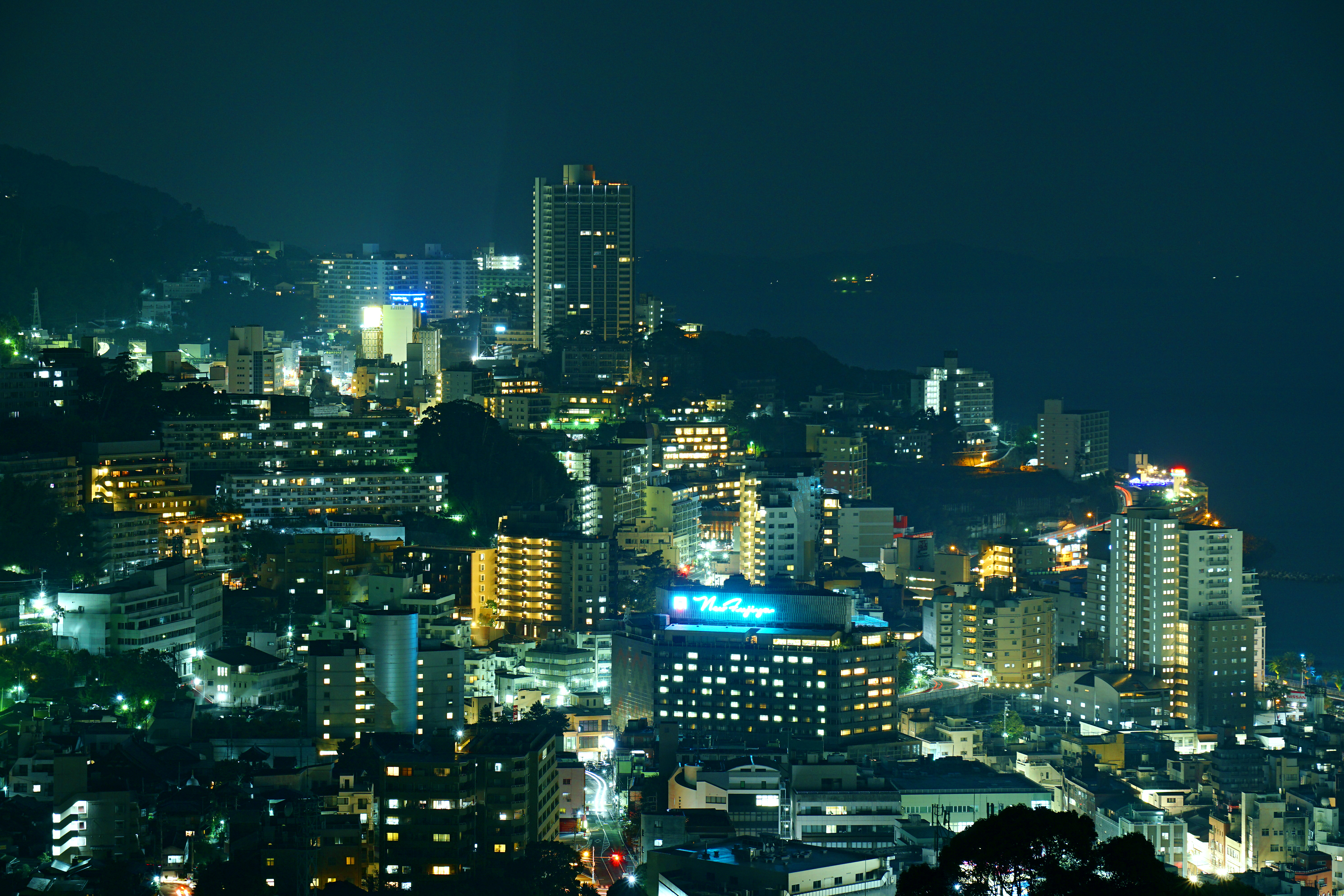
熱海市上の山から北東を望む
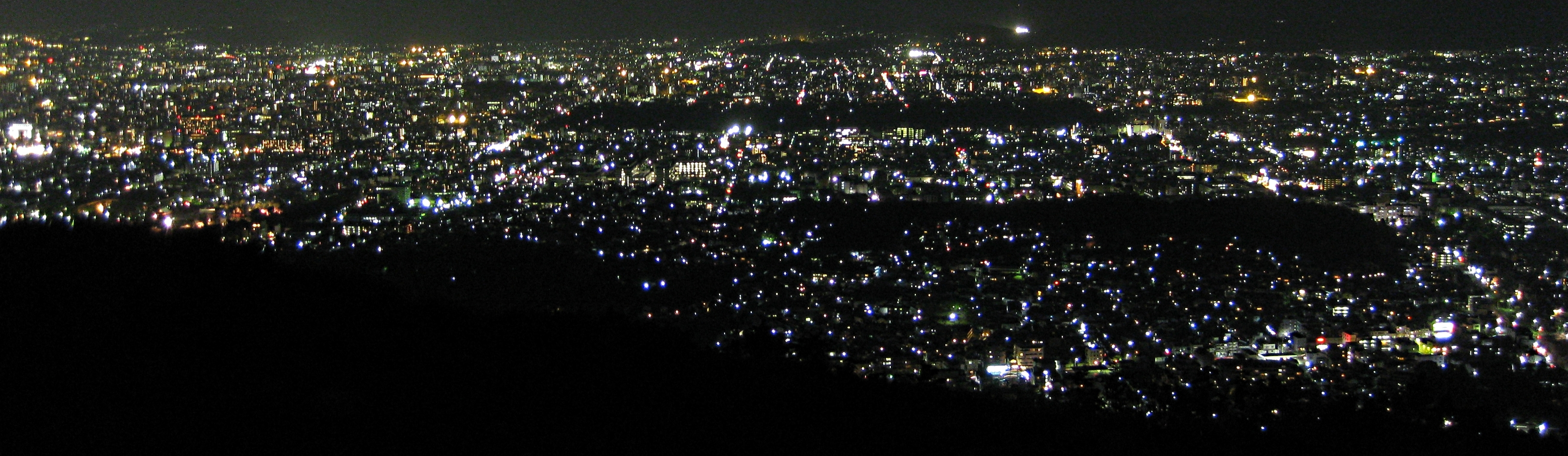
東山から京都市街を俯瞰する
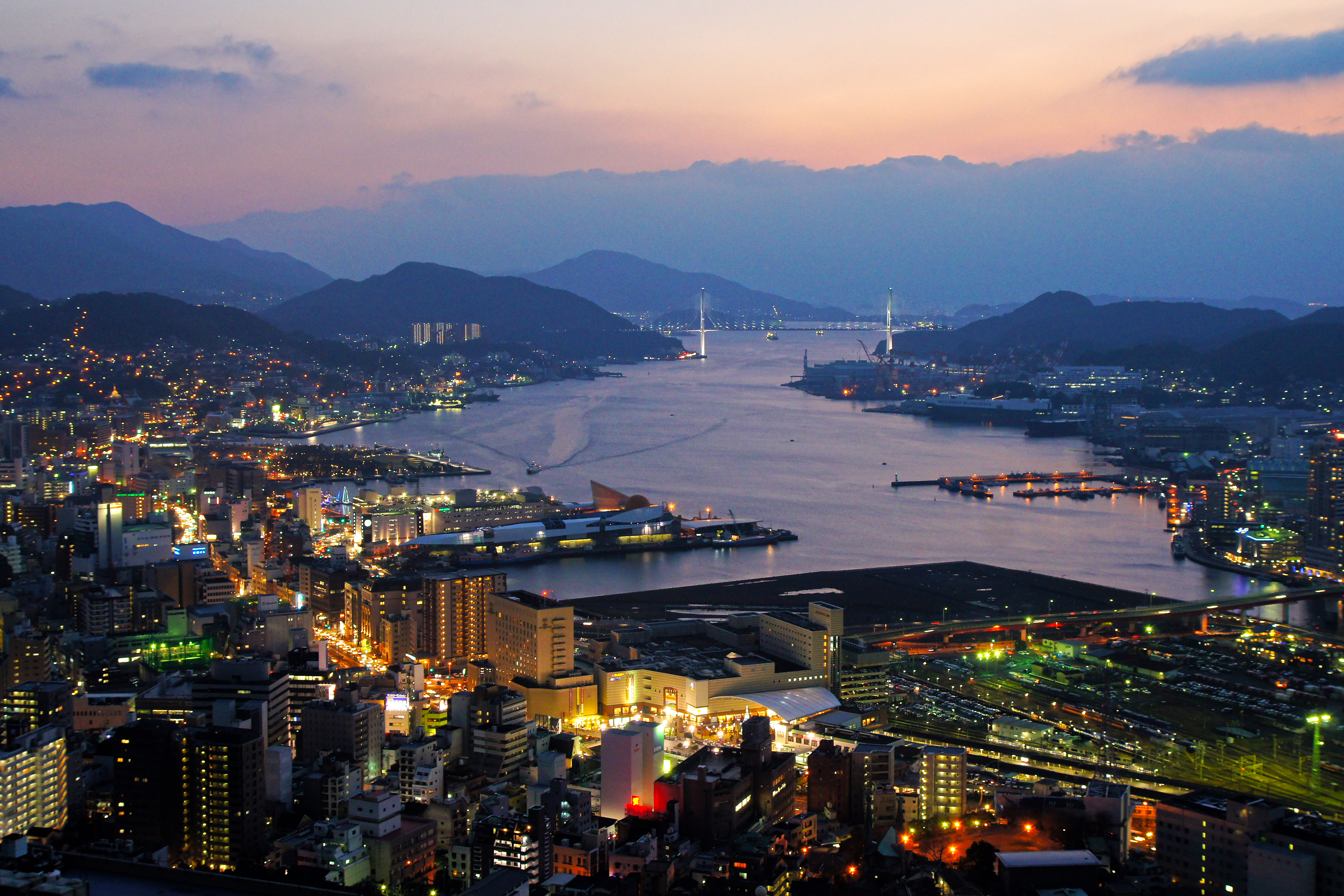
長崎市の稲佐山
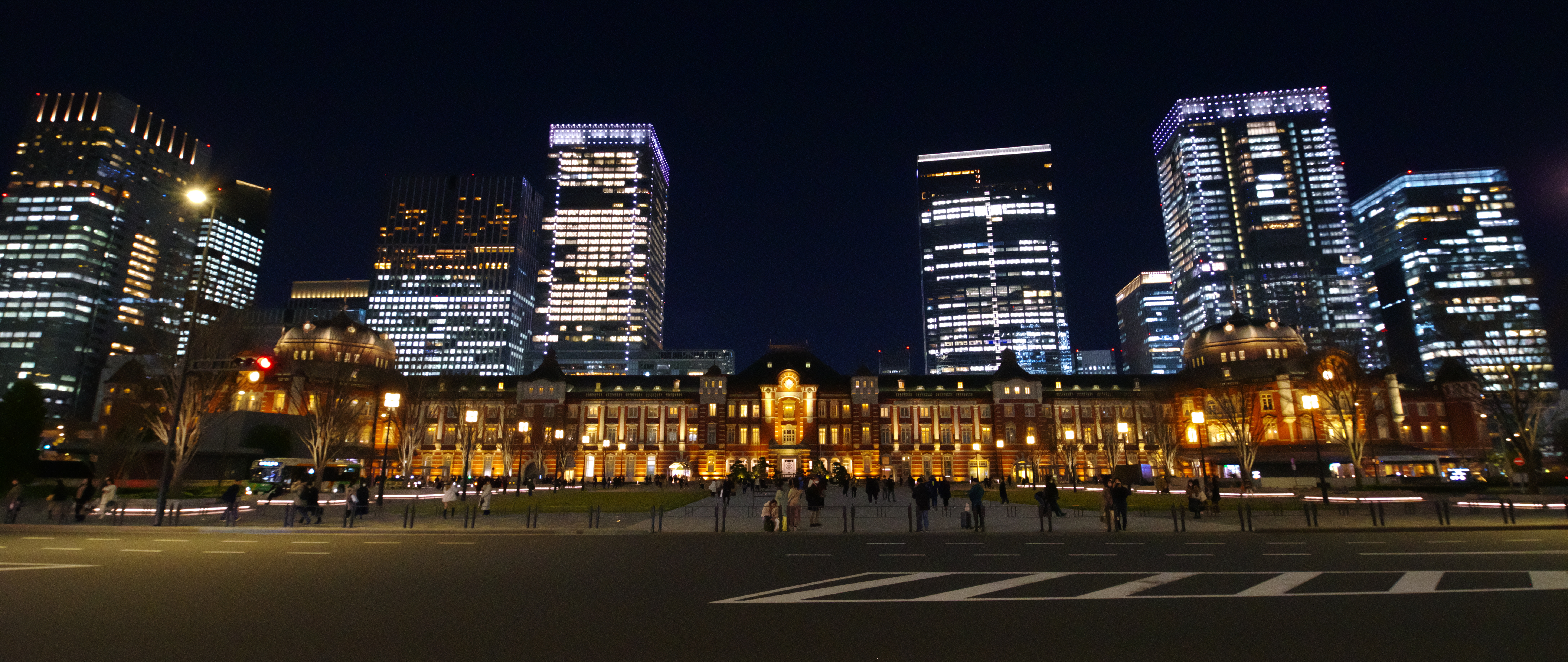
東京駅駅舎をはじめとする丸の内口の夜景
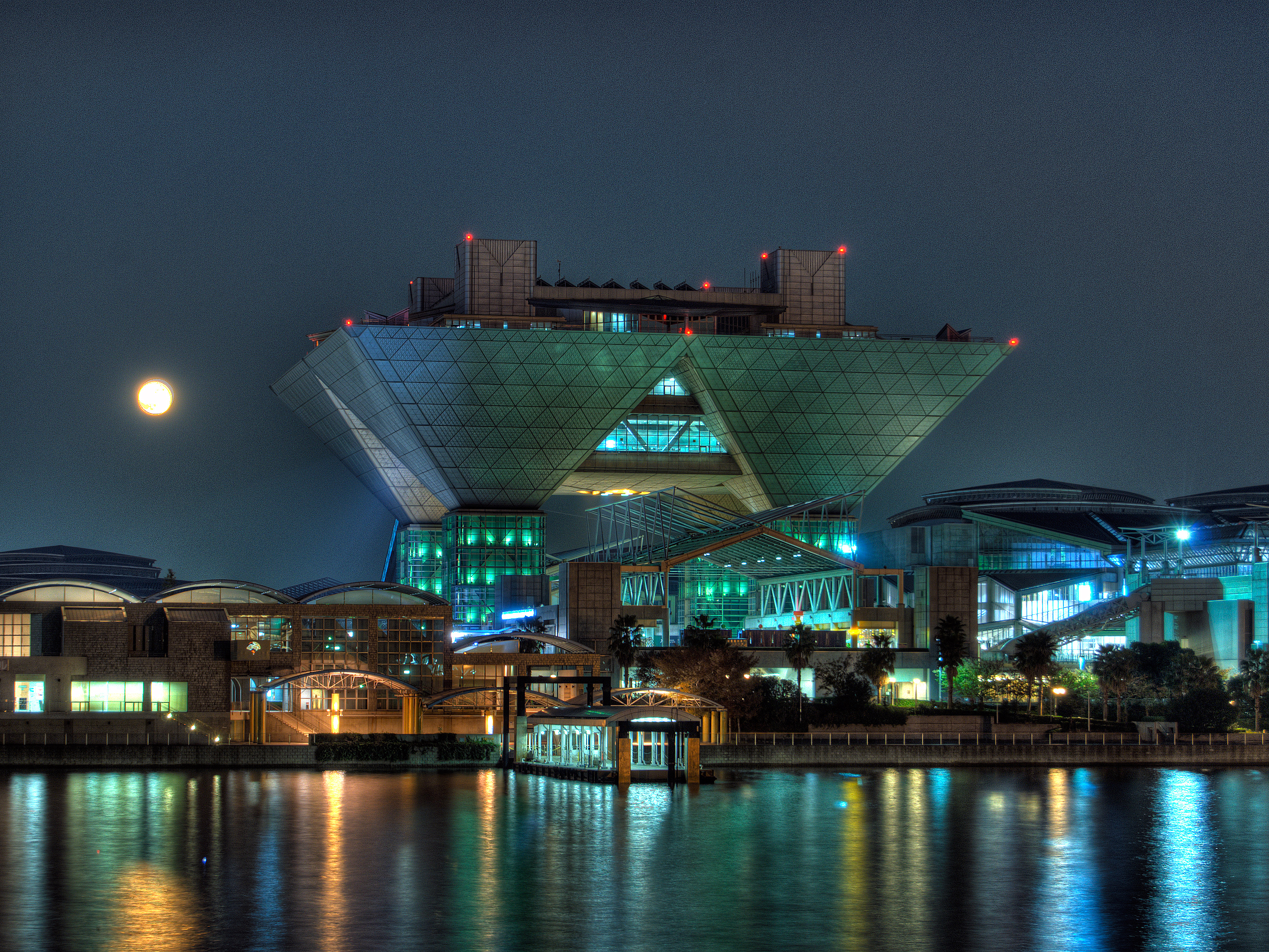
東京国際展示場（東京ビッグサイト）

## 光害
光害とは、光の出力が多すぎるために上方へ漏れ、夜空が明るくなる現象のことである。見ていると目が疲れやすいことや、星空が見えにくくなることを理由に公害の1つと考えられている。光害のほとんどは水銀灯によって起こる。
光害先進国のオーストラリアなどでは、現在は水銀灯ではなく、高圧ナトリウム灯が照明の主流となっている。高圧ナトリウム灯を使うことにより消費電力が約50パーセント抑えられるほか、人の目に優しい光を発することができる。

## 三大夜景と呼ばれる夜景
以下の通りである。
- 世界三大夜景
- 日本三大夜景

## 備考
- 三箇所ともテレビ、FMラジオの基幹送信所がある。
- 2003年には非営利団体から「新日本三大夜景」というものも発表されている。
- 2012年10月には、夜景観光コンベンション・ビューローから「日本新三大夜景」（正式名：日本新三大夜景都市）が認定・発表された。